# マグ・ボダール
マグ・ボダール（Mag Bodard、旧姓旧名 Marguerite Perato、1916年1月3日 トリノ - 2019年2月26日）は、フランスの映画およびテレビプロデューサー。

## 来歴・人物
1916年1月3日、イタリア・ピエモンテ州トリノ県トリノに生まれる。
雑誌『ELLE』の特派員としてインドシナへ行き、ジャーナリストで作家のリュシアン・ボダール (Lucien Bodard) と結婚した。フランスへの帰国にあたって、その後日刊紙『フランス・ソワール』(France Soir) の記者でありディレクターであったピエール・ラザレフ (Pierre Lazareff) の仲間になった。しかしラザレフがテレビ放送『Cinq colonnes à la une』のチームに契約しなかったように、彼女はすべてのセリフが歌になっているミュージカルを演出したがっている新人に賭けることで、映画と関わった。それがジャック・ドゥミ監督であり、『シェルブールの雨傘』である。同作品は、1964年の第17回カンヌ国際映画祭でパルムドールを獲得した。48歳にして、異業種からの映画プロデューサーデビューであった。
そしてモーリス・ピアラ（『裸の幼年時代』L'Enfance nue）やアニエス・ヴァルダ（『幸福』）、ロベール・ブレッソン（『バルタザールどこへ行く』Au hasard Balthazar）、ミシェル・ドヴィル、ニナ・コンパネーズといったたくさんの才能を見出したり、維持したりした。クロード・ミレール（『いちばんうまい歩き方』La Meilleure Façon de marcher）とも関わった。ヌーヴェルヴァーグあるいはそれに先行する作家やフォロワーたちを起用した作品群は、いずれも日本でもみごとに公開されており、彼女の興行的側面での才能がいかんなく発揮された。
1977年には映画製作をやめるが、テレビに捧げられた活動はますます続行した。90歳近くになっても、つねにフランスのオーディオヴィジュアル界においてアクティヴである。彼女の製作会社は1963年の創立以来「パルク・フィルム Parc Films」といったが、1972年に解体されて「シネ・マグ・ボダール Ciné Mag Bodard」、略して「シネマグ Cinémag」となった。
2005年、映画監督で作家のアンヌ・ヴィアゼムスキーが、『Mag Bodard, un destin』（マグ・ボダール、ある運命）と題した52分のテレビドキュメンタリー作品を彼女に捧げた。

## フィルモグラフィー
- シェルブールの雨傘 Les Parapluies de Cherbourg
1964年 監督ジャック・ドゥミ
- 幸福 Le Bonheur
1965年 監督アニエス・ヴァルダ
- バルタザールどこへ行く Au hasard Balthazar
1966年 監督ロベール・ブレッソン
- 創造物たち Les Créatures
1966年 監督アニエス・ヴァルダ
- ロシュフォールの恋人たち Les Demoiselles de Rochefort
1966年 監督ジャック・ドゥミ
- 裸の幼年時代 L'Enfance nue
1968年 監督モーリス・ピアラ
- ポーラの涙 Bye bye, Barbara
1968年 監督ミシェル・ドヴィル
- めざめ Benjamin ou les mémoires d'un puceau
1968年  監督ミシェル・ドヴィル
- ジュ・テーム、ジュ・テーム Je t'aime, je t'aime
1968年 監督アラン・レネ
- Le Viol
1968年 監督ジャック・ドニオル＝ヴァルクローズ
- イヴ・モンタンの深夜列車 Un soir, un train
1968年 監督アンドレ・デルヴォー
- 気まぐれに愛して L'Ours et la poupée
1969年 監督ミシェル・ドヴィル
- やさしい女 Une femme douce
1969年 監督ロベール・ブレッソン
- 風の季節 La Maison des bories
1970年 監督ジャック・ドニオル＝ヴァルクローズ
- ロバと王女 Peau d'Âne
1970年 監督ジャック・ドゥミ
- ラファエルあるいは道楽者 Raphaël ou le débauché
1971年 監督ミシェル・ドヴィル
- Rendez-vous à Bray
1971年 監督アンドレ・デルヴォー
- La Coqueluche
1971年 監督クリスチャン＝ポール・アリギ
- 夏の日のフォスティーヌ Faustine et le bel été
1972年 監督ニナ・コンパネーズ
- Kamouraska
1973年 監督クロード ジュトラ
- スカートめくりのコリノのとても素敵なとても楽しい物語 L'Histoire très bonne et très joyeuse de Colinot trousse-chemise
1973年 監督ニナ・コンパネーズ
- いちばんうまい歩き方 La Meilleure Façon de marcher
1976年 監督クロード・ミレール
- Le Diable dans la boîte
1977年 監督ピエール・ラリー
- Comme sur des roulettes
1977年 監督ニナ・コンパネーズ
- Venise en hiver (TV)
1982年 監督ジャック・ドニオル＝ヴァルクローズ
- La Grande Cabriole (TVシリーズ)
1989年 監督ニナ・コンパネーズ
- L'Allée du roi (TV)
1996年 監督ニナ・コンパネーズ
- Un printemps de chien (TV)
1997年 監督アラン・タスマ
- Le Diable en sabots (TV)
1997年 監督ニコル・ディヴィ・ベルクマン
- Un pique-nique chez Osiris (TV)
2001年 監督ニナ・コンパネーズ
- La Chanson du maçon (TV)
2002年 監督ニナ・コンパネーズ
- Mata Hari, la vraie histoire (TV)
2003年 監督アラン・タスマ

## 註
1. ↑  « Pierre et Hélène Lazareff, couple hors normes ! », Sophie Delassein, ジャン＝ピエール・ティオレ , France-Soir, 12-05-2009, http://www.francesoir.fr/loisirs/litterature/“pierre-et-helene-lazareff-couple-hors-normes-”-sophie-delassein-38180.html.
2. 1 2 3  仏語版Wikipedia fr:Mag Bodard の記述より。